# Dendropsophus haraldschultzi
Dendropsophus haraldschultzi és una espècie de granota que viu al Brasil, Perú i, possiblement també, a Bolívia i Colòmbia.
Està amenaçada d'extinció per la pèrdua del seu hàbitat natural.